# Forbo
Forbo is de naam van een Zwitsers concern dat gevestigd is in Baar. 

## Activiteiten
Forbo heeft twee divisies:
- Forbo Flooring Systems produceert vloerbedekkingsproducten, zoals linoleum en harde vloerbedekking zoals vinyl.
- Forbo Movement Systems fabriceert kunststof transportbanden.

Forbo Flooring Systems is veruit de grootste activiteit, hier werd in 2023 ongeveer twee derde van de totale omzet gerealiseerd. In 2023 werkten bij Forbo ongeveer 5500 mensen, waarvan iets minder dan de helft bij Forbo Movement Systems.

### Nederland
In Nederland sloot in 1930 de Nederlandsche Linoleumfabriek zich aan bij Forbo met een fabriek voor vloerbedekkingen Forbo Flooring in Assendelft, Forbo Flooring Coral in Krommenie en Eurocol in Wormerveer, dat lijmproducten vervaardigt. Tevens staat er een groot productiebedrijf van Forbo in Coevorden. Hier werken ca. 400 (2020) werknemers.

## Geschiedenis
In 1928 gingen drie producenten van linoleum samenwerken. Het Duitse, Zweedse en Zwitserse bedrijf gingen gezamenlijk verder als de Continentale Linoleum Union, dit was het begin van de latere Forbo Group. In de twee daaropvolgende jaren sloten Sarlino in Frankrijk en de Nederlandsche Linoleumfabriek zich hierbij aan. Na de Tweede Wereldoorlog werden nieuw activiteiten toegevoegd waaronder tapijt en vinyl vloerbedekking. Begin jaren zeventig besloot het bedrijf de lijmen af te stoten in een separaat bedrijf en de naam te wijzigen in Forbo. 
In 1985 werd de Nairn linoleumfabriek in Kirkcaldy, Schotland, overgenomen. In 1985 ging Forbo ook behang maken, maar deze activiteit werd twintig jaar later weer beëindigd. Begin 21e eeuw werden de activiteiten verdeeld over drie bedrijfsonderdelen, Flooring, Adhesives en Belting. Later zijn de Adhesives, lijm, weer ondergebracht bij Flooring waardoor er twee bedrijfsonderdelen zijn overgebleven. 